# Étienne Lolier
Étienne Lolier est un homme politique français né le 1er juillet 1724 à Aurillac (Cantal) et décédé le 8 janvier 1804 au même lieu.

## Biographie
Fils de Joseph Lolier de Brouzadil et de Geneviève Cambfort, docteur en théologie, il est ordonné prêtre en 1758 et devient curé de Notre-Dame d'Aurillac.
Il est député du clergé aux États généraux de 1789 pour le bailliage de Saint-Flour. Il soutient les réformes mais refuse de prêter serment en 1791, ce qui lui vaut d'être emprisonné sous la Terreur.